# Bruno Carrara
Bruno Carrara (* 1. Februar 1977 in San Giovanni Bianco) ist ein ehemaliger italienischer Skilangläufer.

## Werdegang
Carrara begann seine internationale Karriere mit dem Gewinn der Goldmedaille bei den Junioren-Weltmeisterschaften 1995 in Gällivare mit der Staffel. Bei den Junioren-Weltmeisterschaften 1996 in Asiago holte er die Bronzemedaille über 10 km und die Silbermedaille mit der Staffel. Über die 30-km-Distanz lief er auf den 19. Platz. Im folgenden Jahr bei den Junioren-Weltmeisterschaften 1997 in Canmore gewann er über die 10-km-Klassisch-Distanz und mit der Staffel die Goldmedaille. Im Freistil-Rennen über 30 km lief er auf einen guten achten Platz.
Ab Dezember 1997 startete Carrara im Continentalcup und sicherte sich ab dem ersten Rennen gute Top-10-Platzierungen. Am 21. Februar 1998 gewann er sein erstes Continental-Cup-Rennen im Primiero. Zum Saisonabschluss stand er in Champagny noch einmal als Dritter auf dem Podium. Zu Beginn des Winters 1998/99 bekam er in Toblach einen Startplatz im Skilanglauf-Weltcup, konnte aber als 88. nicht mit der Weltspitze mithalten. Daraufhin verblieb er auch weiterhin im Continentalcup und überzeugte dort erneut mit Top-10- und Podiumsplatzierungen. Im März wechselte Carrara erneut in den Weltcup-Kader und startete in Lahti, Falun und Oslo. Dabei gelang ihm im schwedischen Falun mit Platz 30 erstmals der Gewinn von Weltcup-Punkten. Zur Saison 1999/2000 gehörte er fest zum Weltcup-Kader der Italiener. Jedoch konnte er anfangs seine Leistungssteigerung aus der Vorsaison nicht unter Beweis stellen. Erst zum Saisonende gelang ihm mit dem überraschenden zehnten Platz in Lahti wieder ein Punktegewinn. Auch im Sprint von Oslo konnte er als 16. überzeugen.
In den Winter 2000/01 startete er in Beitostølen und konnte im zweiten Weltcup-Rennen unter die besten 20 laufen. Mit Platz 15 in Asiago bekam er einen Startplatz für die Nordischen Skiweltmeisterschaften 2001 in Lahti. Dort lief er im 15-km-Einzelrennen auf Platz 27. Über die 30 km erreichte er Rang 12. In die Saison 2001/02 startete er anfangs nicht. Erst im Februar kam er wieder im Continentalcup zum Einsatz. Zuvor war er am 27. Januar 2002 erstmals im Skilanglauf-Marathon-Cup gestartet und lief in Predazzo auf Platz 25 und konnte so auch erste Punkte in dieser Serie sammeln. Im Continentalcup blieb er bis zum Saisonende ohne Punkterfolg.
Zu Beginn der Saison 2002/03 gehörte Carrara in Kiruna zur italienischen Staffel und wurde mit dieser Neunter. Beim folgenden Einzelweltcup von Kuusamo blieb er als 57. weit unter seinen Möglichkeiten. Auch bei den folgenden Weltcups in Clusone und Cogne blieb er erfolglos. Zurück im Continentalcup erreichte er in Val Formazza einen guten sechsten Rang. Bei der folgenden Militär-Skiweltmeisterschaft 2003, welche in Folgaria ausgetragen wurde, gewann Carrara Silber über 10 km im klassischen Stil sowie in der Verfolgung.
Ab November 2003 gehörte er wieder zum Weltcup-Aufgebot und sicherte sich in seinem ersten Einzelweltcup der Saison als 15. in Kuusamo auf Anhieb wieder Weltcuppunkte. In Otepää stand er als Zweiter mit der Staffel zum ersten und auch einzigen Mal in seiner Karriere auf einem Weltcup-Podium. Im Winter 2004/05 musste er auf einen Start im Weltcup verzichten und startete ab Januar 2005 im Alpencup. Im Februar sicherte er sich über die 15 km in Kranj seinen ersten Sieg in dieser Serie. Ab März ging Carrara bei FIS-Rennen an den Start und sicherte sich in Formazza und Pontresina zwei Siege. Nach einem weiteren Alpencup-Sieg in Campra startete er im Januar 2006 bei drei Weltcup-Rennen, blieb dabei jedoch ohne Punkte.
Beim La Sgambeda in Livigno lief Carrara im Dezember 2006 auf einen guten 12. Platz. Auch am Marcialonga im Val di Fiemme nahm er teil und sicherte sich Platz 22. Ab Januar 2008 gehörte Carrara fest zum Marathon-Cup-Kader Italiens. Beim Dolomitenlauf in Lienz sicherte er sich mit Platz sechs erstmals ein Top-10-Resultat. Noch besser verlief sein Start beim Transjurassienne in Lamoura, den er als Fünfter beendete. Diese Platzierung wiederholte er auch beim Engadin Skimarathon. Im folgenden Jahr verpasste er an gleicher Stelle nur knapp das Podium und wurde Vierter. Im März 2011 sicherte er sich bei diesem Skilauf mit Rang drei seine einzige Podiumsplatzierung seiner Karriere in dieser Serie. Carrara blieb aber nach diesem Erfolg auch weiterhin Mitglied der Marathon-Nationalmannschaft Italiens.
Im März 2012 startete Carrara noch einmal bei drei Alpencup-Rennen in Toblach, konnte aber nicht auf vordere Plätze laufen. Im Dezember 2012 lief er seinen vorerst letzten Skimarathon in Livigno. Nach mehr als zwei Jahren ohne Start ging Carrara im Januar 2015 beim Marcialonga noch einmal international an den Start und wurde 55. Es war sein letzter internationaler Start. Zwischenzeitlich startete er nur bei kleinen regionalen Skiläufen, wie dem 37. Pustertaler Ski-Marathon Classic 2013. 2014 gehörte er dem Team Futura bei den Ski Classics an.

## Erfolge

### Siege bei Continental-Cup-Rennen
| Nr. | Datum             | Ort      | Disziplin                   | Serie          |
| --- | ----------------- | -------- | --------------------------- | -------------- |
| 1.  | 21. Februar 1998  | Primiero | 15 km klassisch Massenstart | Continentalcup |
| 2.  | 12. Februar 2005  | Kranj    | 15 km klassisch Massenstart | Alpencup       |
| 3.  | 18. Dezember 2005 | Campra   | 15 km klassisch Massenstart | Alpencup       |

## Platzierungen im Weltcup

### Weltcup-Statistik
Die Tabelle zeigt die erreichten Platzierungen im Einzelnen.
- 1.–3. Platz: Anzahl der Podiumsplatzierungen
- Top 10: Anzahl der Platzierungen unter den ersten zehn
- Punkteränge: Anzahl der Platzierungen innerhalb der Punkteränge
- Starts: Anzahl gelaufener Rennen in der jeweiligen Disziplin
- Hinweis: Bei den Distanzrennen erfolgt die Einordnung gemäß FIS.

| Platzierung         | Distanzrennen a | Distanzrennen a | Distanzrennen a | Distanzrennen a | Distanzrennen a | Skiathlon Verfolgung | Sprint | Etappen- rennen b | Gesamt | Team c | Team c  |
| Platzierung         | ≤ 5 km          | ≤ 10 km         | ≤ 15 km         | ≤ 30 km         | > 30 km         | Skiathlon Verfolgung | Sprint | Etappen- rennen b | Gesamt | Sprint | Staffel |
| ------------------- | --------------- | --------------- | --------------- | --------------- | --------------- | -------------------- | ------ | ----------------- | ------ | ------ | ------- |
| 1. Platz            |                 |                 |                 |                 |                 |                      |        |                   |        |        |         |
| 2. Platz            |                 |                 |                 |                 |                 |                      |        |                   |        |        | 1       |
| 3. Platz            |                 |                 |                 |                 |                 |                      |        |                   |        |        |         |
| Top 10              |                 |                 |                 | 1               |                 |                      |        |                   | 1      |        | 5       |
| Punkteränge         |                 | 1               | 3               | 2               | 2               | 1                    | 4      | 1                 | 14     |        | 6       |
| Starts              |                 | 8               | 15              | 8               | 3               | 3                    | 9      | 1                 | 47     |        | 6       |
| Stand: Karriereende |                 |                 |                 |                 |                 |                      |        |                   |        |        |         |

### Weltcup-Gesamtplatzierungen
| Saison    | Gesamt | Gesamt | Distanz | Distanz | Sprint | Sprint |
| Saison    | Punkte | Platz  | Punkte  | Platz   | Punkte | Platz  |
| --------- | ------ | ------ | ------- | ------- | ------ | ------ |
| 1998/99   | 1      | 108.   | 1       | 74.     |        |        |
| 1999/2000 | 41     | 70.    | 26      | 36      | 15     | 53.    |
| 2000/01   | 44     | 69.    |         |         | 31     | 42.    |
| 2003/04   | 56     | 72.    | 55      | 48.     | 1      | 73.    |